# Zodion cyanescens
Zodion cyanescens är en tvåvingeart som beskrevs av Camras 1943. Zodion cyanescens ingår i släktet Zodion och familjen stekelflugor. Inga underarter finns listade i Catalogue of Life.